# Caspar Friedrich Löbelt

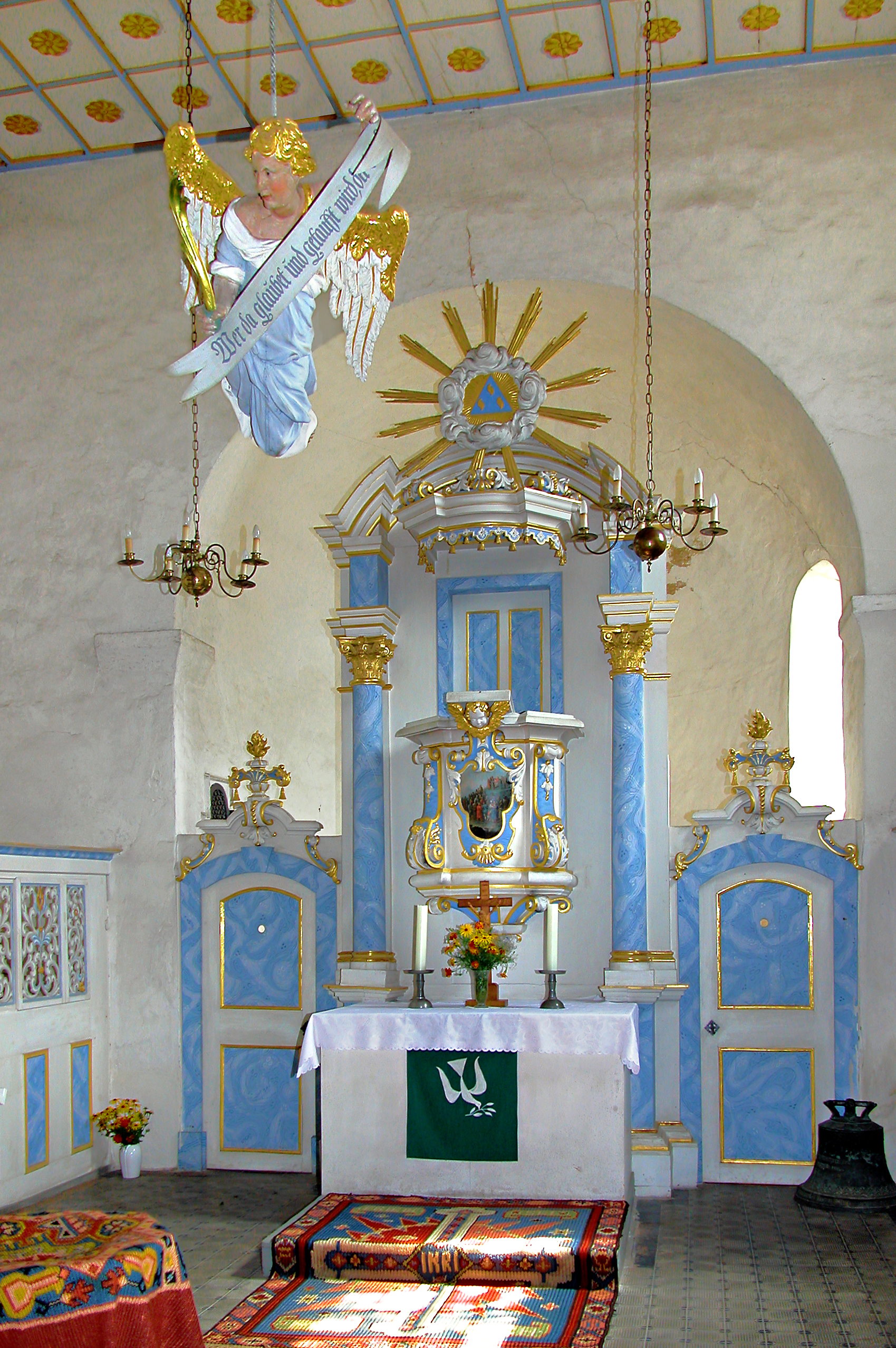
Caspar Friedrich Löbelt: Kanzelaltar und Taufengel in der Kirche Klinga (1740)

Caspar Friedrich Löbelt (* 1687 in Leipzig; † 1763 ebenda) war ein deutscher Stein- und Holzbildhauer.

## Leben
Caspar Friedrich Löbelt war der Sohn des Leipziger Bildhauers Johann Jacob Löbelt (1652–1709). Er erlernte das Handwerk bei seinem Vater, in dessen Werkstatt in der Ritterstraße. Danach arbeitete er in den Bildhauerwerkstätten des Dresdner Zwingers, wo er auch mit Balthasar Permoser (1651–1732) zusammenkam.
Nach dem Tode seines Vaters 1709 kehrte er nach Leipzig zurück und führte die väterliche Werkstatt weiter. Das Leipziger Adressbuch des Jahres 1715 nennt ihn als einzigen Bildhauer der Stadt. er arbeitete vornehmlich für Kirchen in Leipzig und im Leipziger Umland. Dabei schuf er Altäre, Kanzeln, Taufengel, Epitaphien und Lesepulte. Seine Arbeiten sind der der sächsischen Tradition im bildnerischen Kunsthandwerk zuzurechnen, „schlicht und einfach in Stil und Gestalt“.

## Werke (Auswahl)

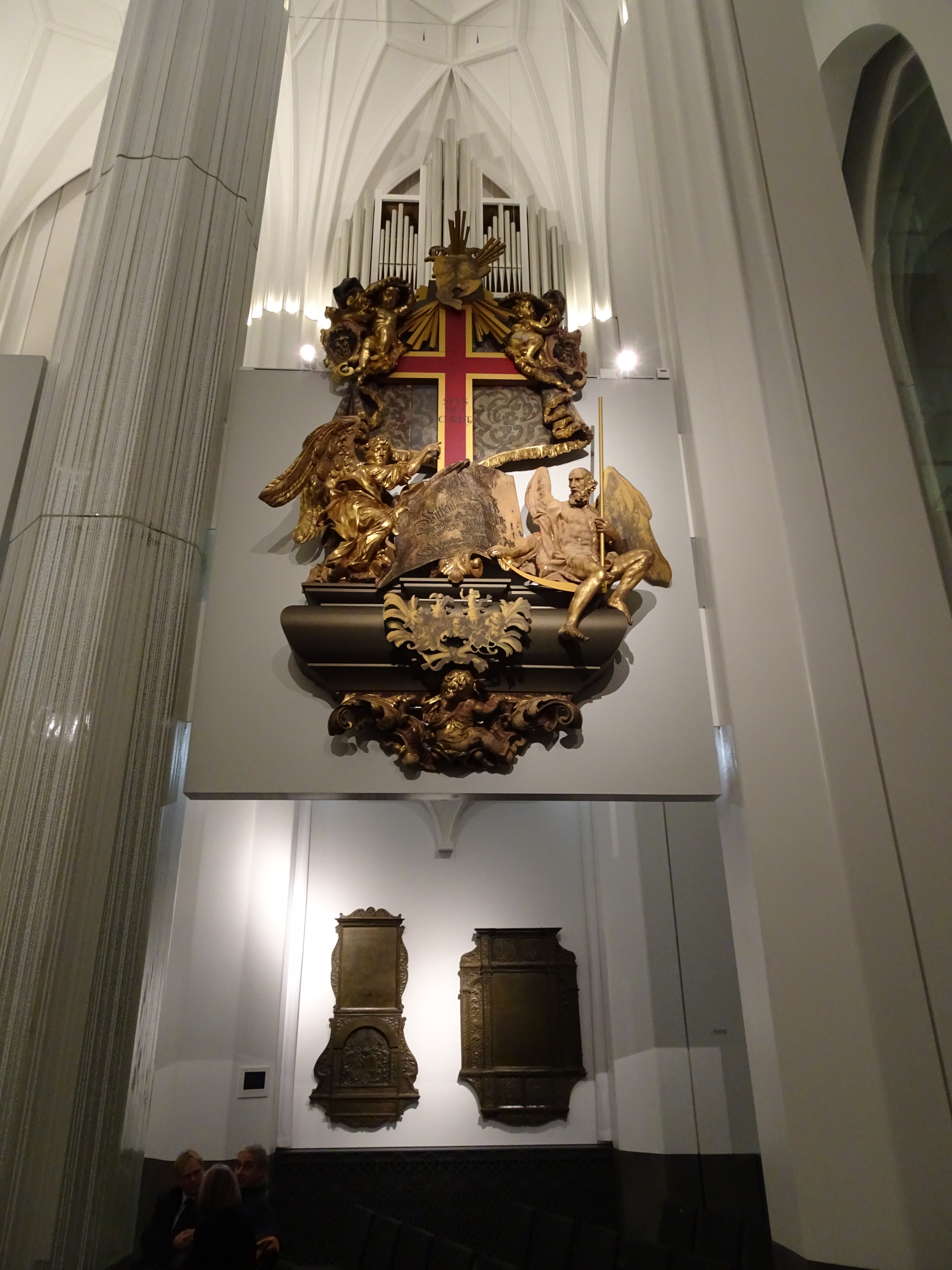
Caspar Friedrich Löbelt, Paulinerkirche Leipzig:
Epitaph Wilhelm von Ryssel

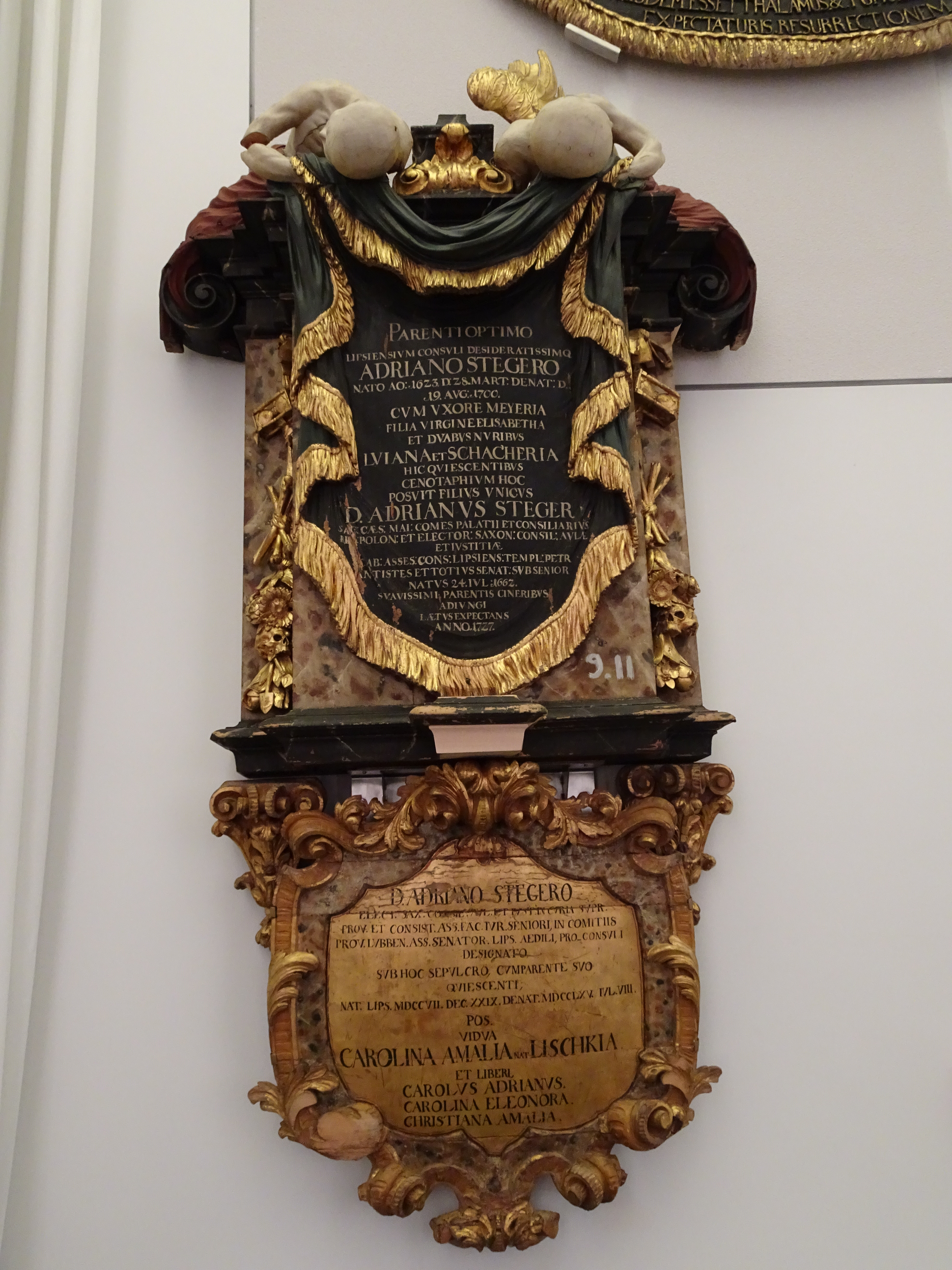
Caspar Friedrich Löbelt, Paulinerkirche Leipzig:
Epitaph Familie Steger

- 1710 – Stiftskirche Dölzig: Taufengel,
- 1710 – Gustav-Adolf-Gedächtniskirche Meuchen: Kanzel
- 1710 – Giebichenstein, St. Bartholomäus: Altar
- 1711 – Leipzig, Alte Peterskirche: Altar, Kanzel, Kapitelle, Ratswappen
- 1713 – Leipzig, St. Johannis: Ratsstuhl
- 1715 – Leipzig, Universitätskirche St. Pauli: Epitaph für Wilhelm von Ryssel
- 1716 – Großdeuben, Katharinenkirche: Tauflesepult
- 1717 – Gautzsch, Martin-Luther-Kirche: Epitaph Otto von Dieskau
- 1721 – Leipzig, St. Thomas: Kruzifix
- 1725 – Kirche Panitzsch: Taufengel
- 1726 – Zwenkau, St. Laurentius: Altar (Kreuzigungsgruppe)
- 1727 – Kirche Thallwitz: Epitaph Hedwig S. von Holtzendorff
- 1727 – Leipzig, Universitätskirche St. Pauli: Epitaph Adrian Steger
- 1730 – Söllichau: Taufengel
- 1739 – Kirche Thallwitz: Sarkophag
- 1740 – Klinga: Kanzelaltar, Taufengel
- 1745 – Markranstädt, St. Laurentius: Tauflesepult
- 1749 – Belgershain, Johanneskirche: Epitaph Friederike Charlotte von Ponickau
- 1759 – Leipzig, Universitätskirche St. Pauli: Epitaph Friedrich Leberecht Stolze

(nach Andreas Michel)